# Kievitsheide
Kievitsheide is een natuurgebied ten zuiden van de tot de Antwerpse gemeente Rijkevorsel behorende plaats Sint-Jozef. Het is Europees beschermd als onderdeel van Natura 2000-gebied Kempense kleiputten.
Het gebied, dat ten zuiden van het Kanaal Dessel-Turnhout-Schoten ligt, was ooit onderdeel van de Abtsheide, die een oppervlakte van 900 ha had. Hier werd echter het kanaal doorheen gegraven en ontstonden ook steenfabrieken, welke kleiputten uitgroeven. Verder werd er naaldhout aangeplant ten behoeve van de steenfabrieken en later de steenkoolmijnen.
Tegenwoordig is het een wandel- en recreatiegebied. Er zijn bloemrijke grasvelden en heiderestanten, terwijl de bossen door gericht beheer ook een meer gevarieerd karakter krijgen.
Het geheel wordt beheerd door Agentschap voor Natuur en Bos.